# Chalida Tajaroensuk

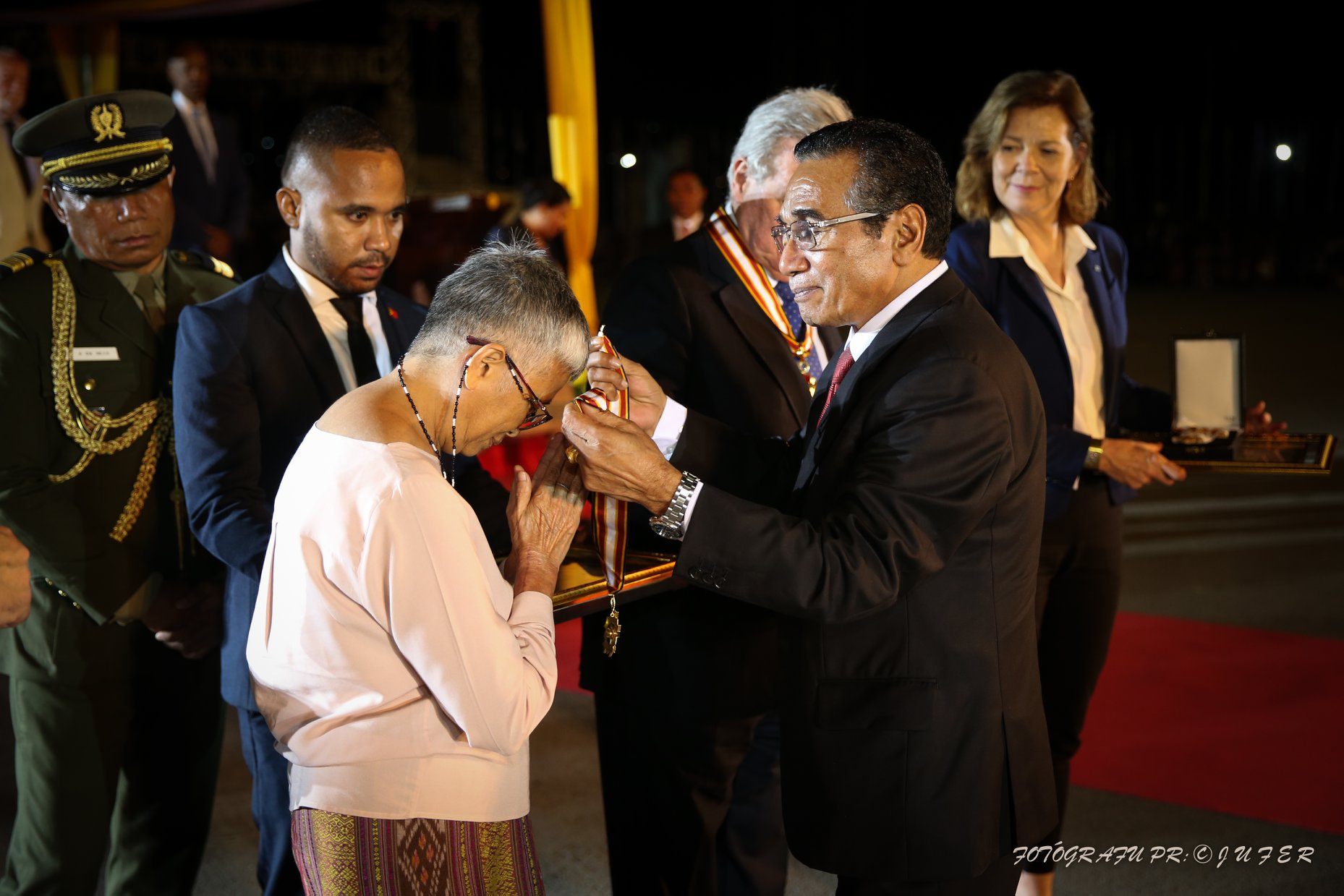
Chalida Tajaroensuk erhält den Ordem de Timor-Leste (2019)

Chalida Tajaroensuk (thailändisch ชลิดา ทาเจริญศักดิ์; * 28. Februar 1945) ist eine thailändische Menschenrechtsaktivistin. Sie ist Direktor der People’s Empowerment Foundation (PEF), die ihren Sitz in Bangkok hat und sich um Menschenrechtsnetzwerke von Graswurzelbewegungen kümmert und sowohl in Thailand, als auch in anderen Teilen Südostasiens tätig ist.

## Werdegang
Chalidas Mutter war Lehrerin, ihr Vater Beamter im Finanzamt. Beide prägten Chalidas Gerechtigkeitssinn. Sie selbst begann als Studentin sich aktiv für Menschenrechte einzusetzen. Sie arbeitete ehrenamtlich in den Slums, wodurch sie in den Kampf gegen die Regierung verwickelte. Danach engagierte sie sich in verschiedenen Nichtregierungsorganisationen, wie Women’s Emergency House, die Asian Coalition for Housing Rights und FORUM-ASIA. Unter anderem unterstützte sie Aung San Suu Kyi bei ihrer Demokratiebewegung in Myanmar, wofür sie 20 Jahre von der Regierung auf einer Schwarzen Liste geführt wurde. In Aceh (Indonesien) war sie im Friedensprozess involviert, so bei der Evakuierung von Aktivisten während der Zeit der Militäroperationen. Chalida unterstützte Untergrundaktivisten, half beim Aufbau der Acehnese Task Force for Society nach dem Tsunami 2004 und rief immer wieder zu friedensmaßnahmen auf. Als Mitglied der Asia-Pacific Coalition for East Timor (APCET) setzte sich Chalida für das Selbstbestimmungsrecht der Osttimoresen während der indonesischen Besatzung (1975–1999) ein. In dieser Zeit wurde sie dafür in Malaysia verhaftet und ausgewiesen. Auch für Menschenrechtler in Kambodscha und dem Schutz von Flüchtlingen entlang der Grenze setzte sich Chalida ein.
1994 nahm Chalida am fünften Diplomatentrainingsprogramm der University of New South Wales (UNSW) teil.

## Auszeichnungen
- Medal des osttimoresischen Ordem de Timor-Leste (2019)[3]